# ويس كولي
ويس كولي (بالإنجليزية: Wes Cooley)‏ مواليد 28 مارس 1932 في لوس أنجلوس - الوفاة 4 فبراير 2015 في بيند، كان متسابق دراجات نارية أمريكي.